# 벤 데이비스 (2000년생 축구 선수)
벤저민 제임스 데이비스(태국어: เบน เดวิส, 영어: Benjamin James Davis, 2000년 11월 24일~ )는 태국의 축구 선수로 현재 우타이타니 FC에서 미드필더로 활동 중이며 아버지는 영국인, 어머니는 태국인이다.